# Balanta (Sprache)
Balanta ist eine westatlantische Sprache von Westafrika, die vom Volk der Balanta gesprochen wird.

## Charakteristika
Balanta ist gegliedert in zwei Dialekte – die Sprache Balanta-Kentohe und das Balanta-Ganja, welche als zwei eigenständige Sprachen betrachtet werden, die sich voneinander unterscheiden.

## Balanta-Kentohe
Alternative Namen sind Alante, Balanda, Balant, Balanta, Balante, Ballante, Belante, Brassa, Bulanda, Frase, Fora, Kantohe (Kentohe, Queuthoe), Naga und Mane. Die Naga-, Mane- und Kantohe-Dialekte können teils als eigenständige Sprachen betrachtet werden.
Die Sprache Balanta-Kentohe wird von insgesamt 423.000 Einwohnern der nördlich-zentralen und zentralen Küste Guinea-Bissau gesprochen, wo sie allein in der Region Oio 2006 von insgesamt 397.000 Menschen gesprochen wurde. Weiterhin wird sie auch in Gambia gesprochen. Filme und Teile der Bibel wurden in Balanta-Kehonte veröffentlicht.

## Balanta-Ganja
Balanta-Ganja wird 2006 von insgesamt 86.000 Einwohnern  des Senegal in der südwestlichen Ecke und im Süden des Landes gesprochen.
Die Alphabetisierung in Balanta-Ganja beträgt allerdings weniger als 1 %. Im September 2000 wurde den Balanta-Ganja der Status einer nationalen Sprache im Senegal zugesichert, und es kann seitdem in der Grundschule unterrichtet werden.
Alternative Namen für Balanta-Gonja sind Alante, Balanda, Balant, Balante, Ballante, Belante, Brassa, Bulanda, Fjaa, Fraase, Fganja (Ganja) und Fjaalib (Blip).

## Schrift
In Senegal reguliert das Decree No. 2005-979 die Rechtschreibung des Balanta wie folgt:
| Buchstaben des Alphabets | Buchstaben des Alphabets | Buchstaben des Alphabets | Buchstaben des Alphabets | Buchstaben des Alphabets | Buchstaben des Alphabets | Buchstaben des Alphabets | Buchstaben des Alphabets | Buchstaben des Alphabets | Buchstaben des Alphabets | Buchstaben des Alphabets | Buchstaben des Alphabets | Buchstaben des Alphabets | Buchstaben des Alphabets | Buchstaben des Alphabets | Buchstaben des Alphabets | Buchstaben des Alphabets | Buchstaben des Alphabets | Buchstaben des Alphabets | Buchstaben des Alphabets | Buchstaben des Alphabets | Buchstaben des Alphabets | Buchstaben des Alphabets |
| ------------------------ | ------------------------ | ------------------------ | ------------------------ | ------------------------ | ------------------------ | ------------------------ | ------------------------ | ------------------------ | ------------------------ | ------------------------ | ------------------------ | ------------------------ | ------------------------ | ------------------------ | ------------------------ | ------------------------ | ------------------------ | ------------------------ | ------------------------ | ------------------------ | ------------------------ | ------------------------ |
| A                        | B                        | Ɓ                        | D                        | E                        | F                        | G                        | H                        | I                        | J                        | L                        | M                        | N                        | Ñ                        | Ŋ                        | O                        | R                        | S                        | T                        | Ŧ                        | U                        | W                        | Y                        |
| a                        | b                        | ɓ                        | d                        | e                        | f                        | g                        | h                        | i                        | j                        | l                        | m                        | n                        | ñ                        | ŋ                        | o                        | r                        | s                        | t                        | ŧ                        | u                        | w                        | y                        |